# Gleipnir (manga)
Pour l’article homonyme, voir Gleipnir.
Gleipnir (グレイプニル, Gureipuniru) est une série de manga écrite et dessinée par Sun Takeda. L'histoire dépeint la comédie romantique d'action entre un jeune lycéen qui a le pouvoir de se transformer en un monstre ressemblant à un yuru-chara et une fille qui peut entrer à l'intérieur. Le manga est lancé dans le magazine Young Magazine the 3rd (ja) de Kōdansha en octobre 2015. La version française est publiée par Kana depuis février 2018.
Une adaptation en une série télévisée d'animation par le studio Pine Jam est diffusée pour la première fois entre le 5 avril et 28 juin 2020.

## Intrigue
Shūichi Kagaya est d'apparence un simple lycéen mais il cache quelque chose ; ce dernier dispose en réalité d'un pouvoir qui peut le transformer en un monstre ressemblant à un yuru-chara de chien. Cependant, en sauvant Claire Aoki d'un entrepôt en feu, celle-ci découvre son secret et va l'utiliser à son avantage en lui faisant du chantage car cette dernière à un but précis : retrouver sa grande sœur parricide.
Alors que Claire montre à Shūichi une médaille liée à sa grande sœur, une jeune fille apparaît soudainement pour tenter de s'en emparer. À ce moment-là, Claire va également découvrir qu'elle peut s'introduire dans Shūichi grâce à une fermeture éclair dans son dos. Ne faisant plus qu'un, ils parviennent à vaincre l'agresseuse mais comprennent qu'il s'agit du début des affrontements qui les attendent…

## Personnages
Shūichi Kagaya (加賀谷修一, Kagaya Shūichi)
Voix japonaise : Natsuki Hanae,
Le protagoniste adolescent avec la capacité de se transformer en une mascotte ressemblant à un chien, avec un revolver surdimensionné sur sa ceinture et une fermeture éclair sur sa colonne vertébrale qui, une fois ouvert, permet aux autres de se glisser à l'intérieur de son corps vide, augmentant ainsi le physique et capacités mentales des deux. Lorsqu'il est transformé, Shūichi acquiert les capacités physiques d'un humain à des niveaux élevés de forme physique, de force et d'endurance, et lorsqu'il est en binôme avec un partenaire en lui, ses capacités deviennent surhumaines. Il conserve certaines de ses capacités sous sa forme humaine, comme un odorat encore plus vif qu'un chien. Son apparence humaine est normale à l'exception d'une cicatrice perceptible autour de son cou à la suite d'un combat presque fatal contre la sœur de Claire, Elena.
Claire Aoki (青木紅愛, Aoki Kurea)
Voix japonaise : Nao Tōyama,
L'héroïne de la série qui, après avoir vu sa sœur aînée, Elena, se transformer en monstre et assassiner leurs parents, est tombée dans la dépression et a tenté de se suicider quand personne ne l'a cru. Après que Shūichi l'ait sauvée de sa tentative de suicide, elle est devenue obsédée par la recherche de sa sœur et la découverte de la vérité derrière la création des monstres. Au début, elle était violente envers Shūichi, le considérant comme un outil et rien de plus, mais au fil du temps, elle s'est souciée de lui au point qu'elle jurait de se tuer si Shūichi mourait en premier afin qu'ils puissent rester ensemble toujours. Derrière sa personnalité joyeuse et souvent perverse, Claire possède une détermination qui lui permet de tuer sans hésitation ni remords et de se fermer à ses émotions dans une mesure que Shūichi trouve terrifiante. En tant qu'humaine ordinaire, Claire est physiquement faible, mais lorsqu'elle est à l'intérieur de Shūichi, elle acquiert le contrôle total des mouvements de son corps et reçoit un boost massif à ses capacités physiques, les poussant à des niveaux surhumains.
Elena Aoki (青木エレナ, Aoki Erena)
Voix japonaise : Kana Hanazawa,
La sœur aînée de Claire. Après avoir acquis la capacité de se transformer en un grand monstre ressemblant à un fantôme, elle a assassiné ses propres parents, apparemment pour la manière hypocrite avec laquelle ils ont élevée Claire et elle avec des règles strictes, même s'ils étaient des gens terribles. Elle aime beaucoup sa sœur et est peut-être la seule personne qu'elle ne veut pas blesser. Émotivement instable et psychotique avant même de devenir un monstre, elle a, selon Shūichi après avoir senti ses vêtements, commis un nombre stupéfiant de meurtres. Elena se révèle être amoureuse de Shūichi et c'est elle qui l'a transformé en monstre pour qu'elle puisse se glisser en lui et véritablement « former qu'un » avec lui. L'idée que quelqu'un d'autre puisse être en lui la fait rentrer dans une grande rage qu'elle était prête à arracher la tête de Shūichi pour atteindre la personne à l'intérieur de lui, ne s'arrêtant qu'après avoir réalisé que c'était Claire, et Shūichi ne survivant qu'en raison d'une capacité inconnue de sa forme de monstre qui le garde en vie malgré une blessure normalement mortelle.
Alien (宇宙人, Uchūjin)
Voix japonaise : Takahiro Sakurai
Un membre d'une espèce extraterrestre très avancée avec la capacité d'exaucer apparemment n'importe quel souhait en échange de trouver une pièce d'or qui contient l'un de ses compagnons extraterrestres. Si une personne parvient à récolter cent pièces, il peut même proposer d'accorder à cette personne assez de pouvoir pour faire presque n'importe quoi, même détruire une planète si elle le souhaitait, apparemment sans égard à la façon dont un tel pouvoir pouvait être abusé. Il est souvent aux côtés d'un distributeur automatique d'un love hotel abandonné.
Nana Mifune (三船奈々, Mifune Nana)
Voix japonaise : Miku Itō
Une des camarades de classe et amis de Shūichi. Elle est constamment joyeuse, suffisamment pour que Shūichi se sente mieux une fois avec sa terrible vie de monstre juste en ayant une conversation normale avec elle. Elle se soucie énormément de Shūichi et se doute de quelque chose.
Abukawa (アブカワ)
Voix japonaise : Yoshiaki Hasegawa (ja)
Un des amis de Shūichi qui l'a sauvé de brutes.
Hikawa (氷川)
Voix japonaise : Shizuka Ishigami (ja)
Une jeune sportive obsédée par l'idée d'être la meilleure. La médaille qu'elle a trouvée aurait pu lui permettre d'accomplir son rêve, mais ça ne lui a pas suffi. C'est pourquoi elle cherche par tous les moyens d'autres médailles, ce qui la conduit à agresser sauvagement Claire et Shūichi. Finalement vaincue par la fusion des deux adolescents, elle est tuée par Claire.
Tadanori Sanbe (三部忠則, Sanbe Tadanori)
Voix japonaise : Hiroki Yasumoto
Un ancien lutteur dont le seul objectif semble être la recherche d'adversaires à sa taille. Contrairement à d'autres ennemis rencontrés, il respecte un certain code de l'honneur, mais cela ne l'empêche pas de tuer sans remords tous ceux qu'il parvient à vaincre, raison pour laquelle il prend un aspect monstrueux.
Sayaka Koyanagi (小柳紗耶香, Koyanagi Sayaka)
Voix japonaise : Shizuka Itō
Une ancienne amie d'Elena qui a fondé un groupe de chercheurs de médailles. Son objectif et celui de ses amis n'est pas d'acquérir plus de pouvoir mais d'empêcher des gens mal intentionnés de trouver cent médailles. Elle même n'a fait qu'un seul vœu et, même lorsqu'elle utilise son pouvoir, elle garde une apparence humaine. Elle a aussi un lourd passé : Dans son ancien lycée, elle a entretenu une relation homosexuelle avec une de ses professeures. La trahison de sa confidente a conduit au suicide de la professeure en question. Koyanagi a gardé de cette tragédie une haine pour "ceux qui parlent trop". Elle a d'ailleurs acquis le pouvoir de fabriquer avec ses cheveux un collier qui, placé au cou de quelqu'un, l'étrangle s'il trahit sa parole.
Ikeuchi (池内)
Voix japonaise : Shōya Chiba (ja)
Un membre du groupe de Koyanagi qui peut transformer sa tête en appareil photographique très perfectionné. Il est fréquemment utilisé comme éclaireur mais sa lâcheté n'en fait pas quelqu'un de fiable. Il est attiré par Yoshioka.
Chihiro Yoshioka (吉岡ちひろ, Yoshioka Chihiro)
Voix japonaise : Kana Ichinose
Une membre du groupe de Koyanagi. Rêvant de devenir vétérinaire, elle a fait le vœu de comprendre le langage des animaux. Une conséquence de ce vœu fait qu'elle a acquis de gigantesques oreilles bestiales qu'elle cache le plus souvent en gardant son casque de moto. Elle devient proche de Shūichi après que lui et Claire aient rejoint son groupe et réussit même une fusion complète mais temporaire avec le garçon.

## Productions et supports

### Manga
Gleipnir (グレイプニル) est écrit et dessiné par Sun Takeda. La série est lancée dans le 11e numéro de 2015 du magazine de prépublication de seinen manga Young Magazine the 3rd (ja) de Kōdansha le 6 octobre 2015. Les chapitres sont rassemblés et édités dans le format tankōbon par Kōdansha avec le premier volume publié en mars 2016 ; la série compte à ce jour quatorze volumes tankōbon.
En décembre 2017, Kana a annoncé l'obtention de la licence du manga pour la version française et a publié le premier volume dans sa collection Dark Kana depuis février 2018,. En Amérique du Nord, le manga est publié par la maison d'édition Kodansha Comics depuis mars 2019,.

#### Liste des volumes
| no | Japonais         | Japonais          | Français          | Français          |
| no | Date de sortie   | ISBN              | Date de sortie    | ISBN              |
| -- | ---------------- | ----------------- | ----------------- | ----------------- |
| 1  | 18 mars 2016     | 978-4-593-85846-0 | 16 février 2018   | 978-4-06-382752-1 |
| 2  | 20 octobre 2016  | 978-4-06-382868-9 | 6 avril 2018      | 978-2-5050-6997-3 |
| 3  | 20 avril 2017    | 978-4-06-382957-0 | 6 juillet 2018    | 978-2-5050-7070-2 |
| 4  | 20 novembre 2017 | 978-4-06-510308-1 | 9 novembre 2018   | 978-2-5050-7198-3 |
| 5  | 20 juin 2018     | 978-4-06-511455-1 | 15 février 2019   | 978-2-5050-7631-5 |
| 6  | 19 mars 2019     | 978-4-06-514803-7 | 6 septembre 2019  | 978-2-5050-7647-6 |
| 7  | 20 décembre 2019 | 978-4-06-518417-2 | 25 septembre 2020 | 978-2-5050-8498-3 |
| 8  | 6 avril 2020     | 978-4-06-519203-0 | 22 janvier 2021   | 978-2-5050-8980-3 |
| 9  | 19 novembre 2020 | 978-4-06-521341-4 | 3 septembre 2021  | 978-2-5051-1046-0 |
| 10 | 20 mai 2021      | 978-4-06-523320-7 | 18 février 2022   | 978-2-5051-1529-8 |
| 11 | 20 décembre 2021 | 978-4-06-526170-5 | 19 août 2022      | 978-2-5051-1556-4 |
| 12 | 20 juin 2022     | 978-4-06-528135-2 | 12 mai 2023       | 978-2-5051-2082-7 |
| 13 | 19 janvier 2023  | 978-4-06-530415-0 | 8 décembre 2023   | 978-2-5051-2083-4 |
| 14 | 20 juillet 2023  | 978-4-06-532377-9 |                   |                   |

### Anime
Une adaptation en série télévisée d'animation a été révélée dans le Young Magazine the 3rd (ja) le 6 mars 2019. Elle est réalisée par Kazuhiro Yoneda au sein du studio d'animation Pine Jam avec des scripts supervisés par Shinichi Inotsume et des character designs fournis par Takahiro Kishida, accompagnée d'une bande originale composée par Ryōhei Sataka. La série est diffusée pour la première fois entre le 5 avril et 28 juin 2020 sur Tokyo MX, SUN, KBS et BS11, et un peu plus tard sur AT-X,.
Wakanim détient les droits de diffusion en simulcast de la série dans les pays francophones. En Amérique du Nord, la série est acquise par Funimation pour une diffusion en simulcast.
La chanson de l'opening, intitulée Altern-ate-, est interprétée par H-el-ical// (ja) (ex-membre du groupe Kalafina),, tandis que celle de l'ending, intitulée Ame to taieki to nioi (雨と体液と匂い), est composée par le groupe Mili,.

#### Liste des épisodes
| No | Titre français              | Titre japonais | Titre japonais    | Date de 1re diffusion |
| No | Titre français              | Kanji          | Rōmaji            | Date de 1re diffusion |
| -- | --------------------------- | -------------- | ----------------- | --------------------- |
| 1  | En moi                      | 僕の中には     | Boku no nakani wa | 5 avril 2020          |
| 2  | Le Sens du vide             | 空っぽの意味   | Karappo no imi    | 12 avril 2020         |
| 3  | Elena                       | エレナ         | Erena             | 19 avril 2020         |
| 4  | Le Désir de changer         | 変身願望       | Henshin ganbō     | 26 avril 2020         |
| 5  | Un terrible adversaire      | ヤバイ敵       | Yabai teki        | 3 mai 2020            |
| 6  | Chercheurs de médailles     | 収集者         | Shūshū-sha        | 10 mai 2020           |
| 7  | La Métamorphose             | 変形           | Henkei            | 17 mai 2020           |
| 8  | L'Ombre des souvenirs       | 記憶の影       | Kioku no kage     | 24 mai 2020           |
| 9  | La Marque du conflit        | 激突のマーク   | Gekitotsu no Māku | 31 mai 2020           |
| 10 | Une magnifique fleur        | 美しい花       | Utsukushii hana   | 7 juin 2020           |
| 11 | Le Prix de la Détermination | 決意の代償     | Ketsui no daishō  | 14 juin 2020          |
| 12 | L'endroit de la promesse    | 約束の場所     | Yakusoku no basho | 21 juin 2020          |
| 13 | Nous ne faisons qu'un       | 二人で一つ     | Futari de hitotsu | 28 juin 2020          |